# 岩手県道132号上盛岡停車場線

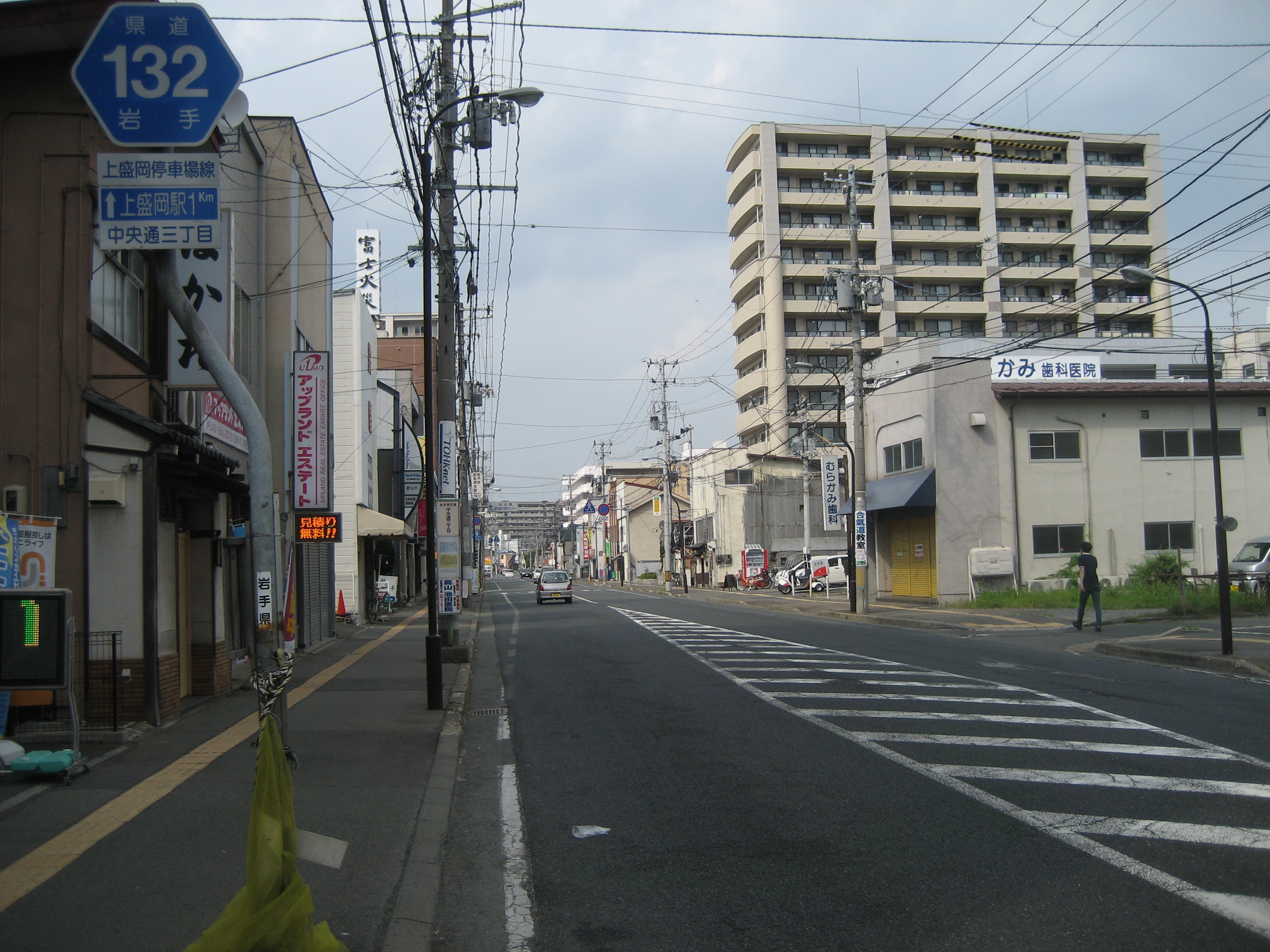
盛岡市中央通3丁目付近

岩手県道132号上盛岡停車場線（いわてけんどう132ごう かみもりおかていしゃじょうせん）は、岩手県盛岡市を通る一般県道である。

## 概要
JR山田線 上盛岡駅前から盛岡駅方面に南西に延びる路線である。

### 路線データ
- 起点：盛岡市本町通三丁目（上盛岡駅）
- 終点：盛岡市中央通二丁目（岩手県道1号盛岡横手線・岩手県道2号盛岡停車場線交点）

## 地理

### 交差する道路
- 岩手県道1号盛岡横手線・岩手県道2号盛岡停車場線（盛岡市中央通二丁目、終点）

### 沿線の施設など
- 盛岡税務署
- 盛岡市立仁王小学校
- 岩手医科大学本町キャンパス